# Red Renta Básica
Red Renta Básica es la sección en España de la organización internacional Red Global de Renta Básica (Basic Income Earth Network, BIEN), constituida legalmente el 5 de febrero de 2001 con el objetivo de promover la propuesta de la Renta Básica. 
Constituyen los fines de esta Asociación "la promoción y difusión de estudios y la investigación científica sobre la RB, para un mejor conocimiento de la propuesta y de su viabilidad".
Red Global de Renta Básica se crea a partir de la Red Europea de Renta Básica (Basic Income European Network) tras la asamblea celebrada en Ginebra el 14 de septiembre de 2002.

## Actividades
De acuerdo con sus estatutos (art.4), para el logro de sus fines podrá:

a) Promover la investigación científica, tanto teórica como empírica, sobre la Renta Básica y las posibles estrategias de implantación.

b) Contribuir a la formación y perfeccionamiento de expertos en la materia.
c) Promover la comunicación y el intercambio de información sobre la Renta Básica entre personas e instituciones interesadas en la misma, tanto a escala nacional como internacional. 
d) Organizar, por sí sola o en colaboración con otras organizaciones o entidades, congresos o reuniones y otras actividades científicas sobre la Renta Básica. 
e) Editar publicaciones relacionadas con la materia y mantener o promover la formación de fondos documentales especializados sobre la misma. 

f) Promover el debate público y la participación social sobre la posible implantación de la Renta Básica en el Reino de España o en alguna de sus Comunidades Autónomas.

## Reuniones y eventos
Organización de un simposio anual: El primero se celebró en Barcelona en junio de 2001, seguidos de Vitoria (2002), Barcelona (2003 y 2004), Valencia (2005), Santiago de Compostela (2006), Barcelona (2007), Madrid (noviembre de 2008), Bilbao (noviembre de 2009), Gijón (noviembre de 2010), Barcelona (octubre de 2011), Palma de Mallorca (noviembre de 2012), San Sebastián (enero-febrero de 2014), Fuenlabrada (noviembre de 2014), Badalona (febrero de 2016), Bilbao (noviembre de 2016), Zaragoza (noviembre de 2017), Barcelona (octubre de 2018), Sevilla (octubre de 2019).
Celebración de una asamblea anual que elige una junta directiva, cuyo actual presidente es Daniel Raventós. Según datos de la Asamblea de 2012, el reparto territorial de representantes es el siguiente: 
Cataluña, 48,6%; País Vasco, 13,8%; Comunidad Valenciana, 11%; Madrid, 9,2%; Galicia, 2,8%; Andalucía, 1,8%; Castilla y León, 1,8%...  
El evento quizás más relevante que la Red Renta Básica ha promovido y organizado hasta el momento es el 10.º Congreso de la Basic Income European Network (desde entonces, Basic Income Earth Network). Dicho Congreso agrupó al grueso de la comunidad científica que, a escala mundial, se dedica al estudio de la propuesta de la Renta Básica, aunando disciplinas como la filosofía, la economía, la sociología, la ciencia política, el trabajo social, etc., así como a los políticos, sindicalistas y activistas sociales que, tanto en el Norte como en el Sur, han trabajado y trabajan para la promoción de la Renta Básica.

## Otros datos
La Red Renta Básica permite varias formas de afiliación Archivado el 6 de marzo de 2008 en Wayback Machine. (individual, colectiva, estudiantes...). 